# Микроспоридии
Микроспоридиите са група едноклетъчни паразити формиращи спори. В миналото се е смятало, че са протисти, но сега се знае че спадат към царството на гъбите. Описани са около 1 500 вида, но се смята че групата е съставена от много повече видове. Микроспоридиите паразитират основно върху животни, като всички главни групи животни са гостоприемници на микроспориди. Основно паразитират върху насекоми, но са също отговорни и за често срещани заболявания при ракообразни и риби. Описаните видове обикновено инфектират само един вид гостоприемник или определена група гостоприемници. Някои видове микроспоридии могат да инфектират и хора.
Около 10% от описаните видове паразитират върху гръбначни животни, включително и по човека, като причиняват микроспоридаза.
След инфекция микроспоридиите влияят на гостоприемника по различни начини като нападат всички органи и тъкани. Някои видове са смъртоносни, а има и такива използвани в борбата с насекоми вредители. Паразитна кастрация, гигантизъм или смяна на пола на гостоприемника са потенциални ефекти от микроспоридни паразити при насекоми. В някои случаи паразитът контролира заразените клетки на гостоприемника напълно, това включва контрол на метаболизма, възпроизвеждането и води до формиране на ксенома.
Репликацията се извършва в клетките на гостоприемника, които са инфектирани посредством едноклетъчни спори. Големината им варира от 1 до 40 μm. Микроспоридиите инфектиращи бозайници имат големина от 1 до 4 μm. Те имат също и най-малките еукариотни геноми.